# Flaco Rodríguez
Diego Rodríguez Suárez, conocido como Flaco Rodríguez, (Luanco, Asturias, 8 de febrero de 2001) es un cantautor y actor español, ganador del Certamen Internacional de Canción de Autor Sabina por aquí (celebrado en Úbeda, 2024) y del Premio AMAS Artista Revelación en el año 2023. Ha publicado dos álbumes de estudio, La historia de cuatro tipos (2022), y Últimamente solo hablo de ti (2025), ambos producidos por Héctor Tuya.

## Discografía

#### Álbumes
La historia de cuatro tipos (2022)
- «Un tal Joaquín»
- «Amiga»
- «Memorias tristes (soneto X de Garcilaso de la Vega)»
- «La historia de cuatro tipos»
- «Bon viaxe y bona vida»
- «Me puede»
- «Soy Diego»

Últimamente solo hablo de ti (2025)
- «Todo nos rodea»
- «Soy un Rodríguez»
- «Ciudades, garitos altares»
- «¡Hey, Marina!»
- «El parque»
- «Perdón por anticipado»
- «Que no hay que trabajar»
- «Mientras tú estés aquí»
- «¿Dónde está el teatro?»
- «Adiós, Tomás»